# 伊達政宗
伊達政宗（日语：／ Date Masamune，1567年9月5日—1636年6月27日），奧羽伊達氏第17代家督。後人稱其為獨眼龍，教皇國稱其為陸奧國國王。安土桃山時代奧羽地方著名大名。江戶時代仙台藩始祖。元服後字藤次郎。名政宗（與中興之祖第九代家督伊達政宗同名）即厚望藤次郎政宗能再興先祖霸業。官位為美作守、左京大夫、待從、越前守、右近衛權少將、陸奧守、權中納言，死後贈從二位。為大名佐竹義宣的表兄。

## 生平

### 右眼失明

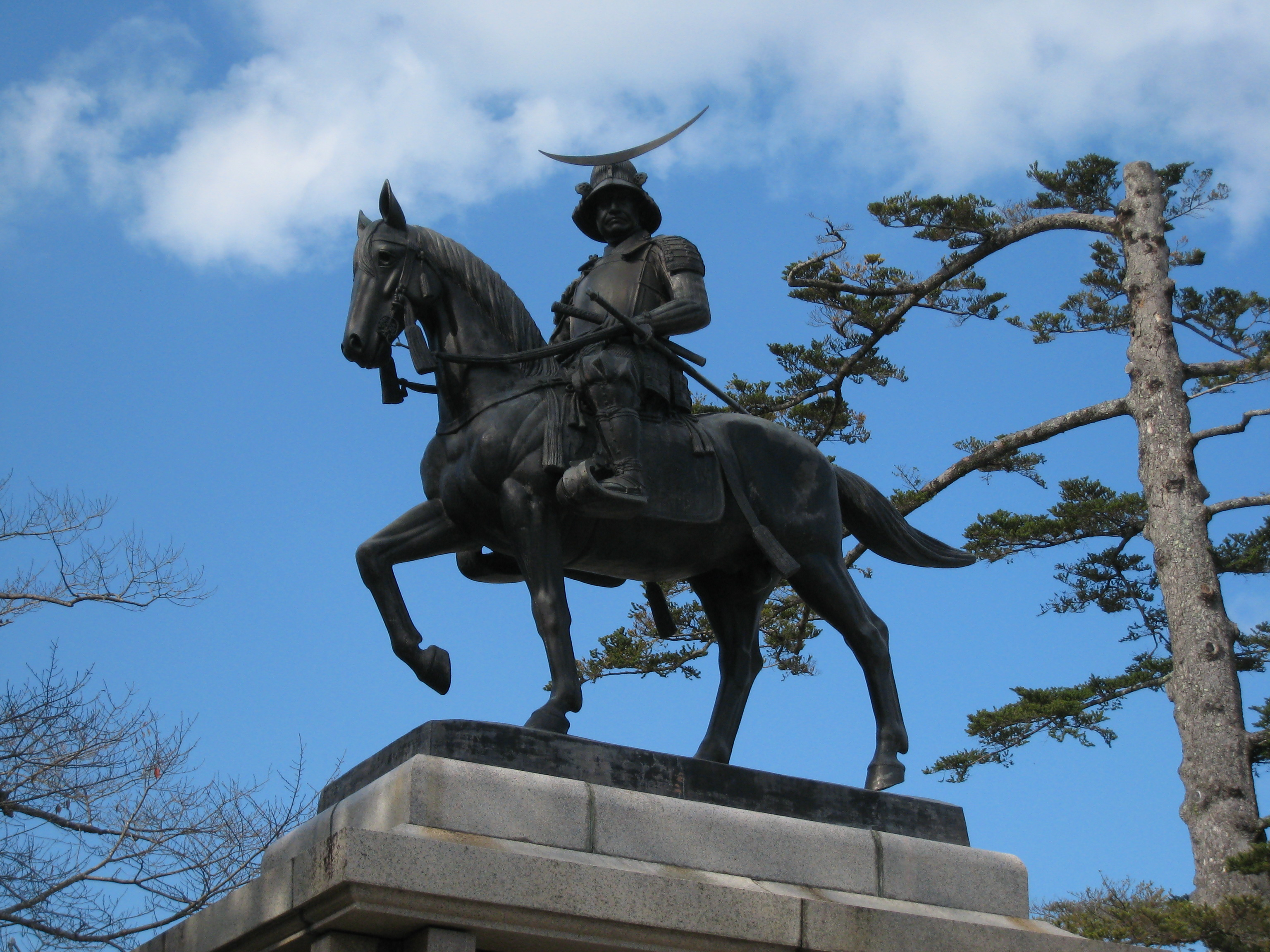
位於青葉山公園的伊達政宗騎馬銅像全景，基座高約4米

永祿十年（1567年），出生於出羽國米澤（今山形縣米澤市）的米澤城，母親是最上義光的妹妹，幼名梵天丸。幼時罹患疱瘡（即天花），失去右眼的視力，因而後世稱之為奧州獨眼龍。
元龜三年（1572年），輝宗聘請臨濟宗的虎哉宗乙禪師為五歲的梵天丸的老師。天正三年（1575年），輝宗讓神職之子片倉景綱（通稱小十郎）擔任梵天丸的侍童。小十郎在当时是梵天丸最親近的人，日後更是政宗不可或缺的得力軍師兼心腹。
天正五年（1577年），梵天丸元服，正式取名為「政宗」，與伊達家第九代當主，有中興之祖之稱的伊達政宗同名，輝宗以此對政宗寄予厚望，希望他能振興伊達家。（原本政宗的名字預定是要取室町將軍幕府第十五代將軍足利義昭的昭字，定名為昭宗。）
天正七年（1579年），在輝宗的安排下，政宗與同屬陸奧國大名、三春城城主田村清顯的獨生女愛姬成婚（陸奧田村氏傳說乃古代遠征奧羽的坂上田村麻呂後代）。

### 版圖擴充
天正九年（1581年），15歲的政宗由片倉景綱與伊達成實陪同初次領軍作戰（另有一說為天正十年，但大多作九年）進攻相馬氏，政宗先下大森城，再破金津城。沒幾天後伊達軍又攻破丸森城與金山城，但兩家並未分出胜负。（伊達氏自此之後，東面戰線的主要交戰對手直至天正十八年都是相馬氏。）
天正十二年（1584年）輝宗決定退位家督之位並讓政宗繼任家督，讓政宗早點繼任家督之位，凝聚家臣人心，並以隱居身分在政宗背後作為政宗派強大的後盾，以避免發生像曾祖父稙宗與祖父晴宗時的內亂天文之亂。雖然政宗多次諫止與辭讓，但在群臣的勸說後，18歲的政宗正式繼任為伊達家17代家督（「貞山公治家記錄」卷一）。繼位後，政宗改變父親輝宗的政治方針，決意向周邊的敵對大名交戰。第一步是迫立場反覆不定的大內氏投降，其當主大內定綱在蘆名的支持下拒絕政宗的威脅，於是政宗便大舉進攻大內定綱，並發生小手森城的屠城事件。深感危機的義繼為求自保，終在天正十三年（1585年）前往拜見伊達輝宗表達議和之意。但二本松義繼突然發難，脅持輝宗威迫伊達家讓步，发生「粟之巢之變」。结果是辉宗和義繼军队在伊達军的火枪下全灭。粟之巢之變的详情不明。有一说当时政宗未在场，现场指挥火枪队由伊達成实决定。或是政宗在狩猎活动中带领火枪队赶往事变发生地点，并做出了全灭敌军的决定。无论哪种说法都并没有完整的考证。
其後，政宗開始鎮壓叛變的大內定綱，包圍二本松城。為了救援二本松城，蘆名義廣、常陸的佐竹義重為首的奧羽南部大名，如堂兄岩城常隆（岩城親隆之子）、四叔石川昭光，白川義親、相馬盛胤、姑丈二階堂盛義（伊達阿南丈夫）等反伊達的軍隊集結，並開始向伊達家進攻，戰場從觀音堂轉戰到人取橋，爆發了人取橋之戰。伊達军反抗进军时遭遇暴风雪的不利天气。在寡不敌众且风雪阻挡的不利局势下，指揮的政宗也投入一般的白刃戰鬥。但是義重本營由于深入敌军，忽视了军队后方的稳定，受到反佐竹的江戶重通趁機入侵，同时政宗聯絡北條氏派軍攻擊佐竹領，巧妙化解了危机，反伊達陣線因此一夜撤軍。政宗最终贏得人取橋之戰的勝利。但政宗也損失了七十三歲的老部將鬼庭良直，良直為了保護伊達軍免於崩潰，殿後作戰，於人取橋附近力戰而死。
天正十五年（1587年），成為關白的豐臣秀吉對日本東北部諸位大名發出《惣無事令》，禁止他們私自發動戰爭，但伊達政宗不理會這項命令，依舊打仗。
之後伊達政宗又於天正十七年（1589年）在摺上原對抗蘆名義廣（摺上原之戰）。天正十七年四月、从米泽城出发，五月，到达芦名义广领地驹。 政宗首先从猪苗代城出兵向磐梯山山麓进发、以此试探内应者的忠诚。富田隆实率领仅仅十骑突入政宗本阵，被政宗亲信的家臣阻拦。随着富田队的崩溃，芦名方面也乱了阵脚。纷纷败逃，义广率领亲信家臣四百余骑冲进政宗的本阵。但是没有突破政宗方面坚固的防御、义广只身败走。
战后，芦名主力二千士兵损失殆尽，政宗在六月十一日、轻而易举地进入了黑川城。芦名氏世代占据得会津·大沼·河沼·耶麻四郡、安积郡一部分、下野国盐谷郡一部分、越后国蒲原郡一部分，如此广大地域被政宗占领了。值得一提的是，政宗这些战果几乎是在六月五日一天内取得的。政宗把居城从米泽城迁到黑川城。新获得的领土使政宗在对佐竹氏战略上占据有利的形势。这次战役，镰仓以来的名族、芦名氏灭亡了。
经過摺上原等對周邊大名的戰爭後，伊達的勢力已經滲入整個會津及奧州，从此伊達政宗開創了比父祖更大的伊達家版圖，當時領地的石高推定為120萬石左右。政宗成为了奥州的霸主，令人畏惧的奥州之王的名声流传开来。

### 豐臣政權家臣時期
天正十八年（1590年），全日本只剩下伊達势力与北条势力未在丰臣配下。豐臣秀吉为了征服日本，出兵後北條氏小田原城，並下令伊達家派兵協助。政宗不愿屈服，对此遲遲作不出決定，但因片倉景綱的提醒，部隊最终出發，却姗姗来迟。於是政宗將自己和其部隊全身白色裝束上陣，以表示甘願受罰以及忠誠和謝罪。秀吉以杖代刀的方式來處罰政宗，並且寬恕他的罪過；戰後由於出兵有功，所以伊達家能保持原有的領地，但被没收了會津一帶約30萬石的領地。
天正十九年（1591年），政宗協助蒲生氏鄉平定葛西大崎一揆，但是氏鄉則指政宗與一揆軍內通，為了此事再次上京解釋，政宗再次身穿白色裝束，并背負金色十字架去見秀吉。證明了該書物是偽造後，而秀吉則決定改封政宗至岩出山城58萬石（米澤等地約30萬石則被沒收，故是減遷）。并将战后的葛西大崎赐予政宗，于是政宗积极参与了这些地区的振兴重建。
天正二十年（1592年），受豐臣秀吉之命令派三千兵出征朝鮮，3月抵達征明（中國當時為明朝）之地名護屋，文祿四年（1595年）獲批准回日本。同年，關白豐臣秀次因謀反冤案被命令切腹，政宗與秀次交情深厚，也受牽連。
政宗沒有參與慶長之役。慶長四年（1599年）將嫡女五郎八姬與德川家康六子松平忠輝聯姻，同时家康也将他的女儿与政宗的儿子联姻。在丰臣配下时政宗与家康已有书信联系，關原之戰時政宗预测了丰臣势力必将没落，因此支持東軍。雖然没有直接參與在關原的本戰，但是政宗在長谷堂城之戰接受了最上義光的求援，派遣三叔留守政景支援長谷堂城的戰況，使直江兼續無法攻下長谷堂城。

### 仙台藩主

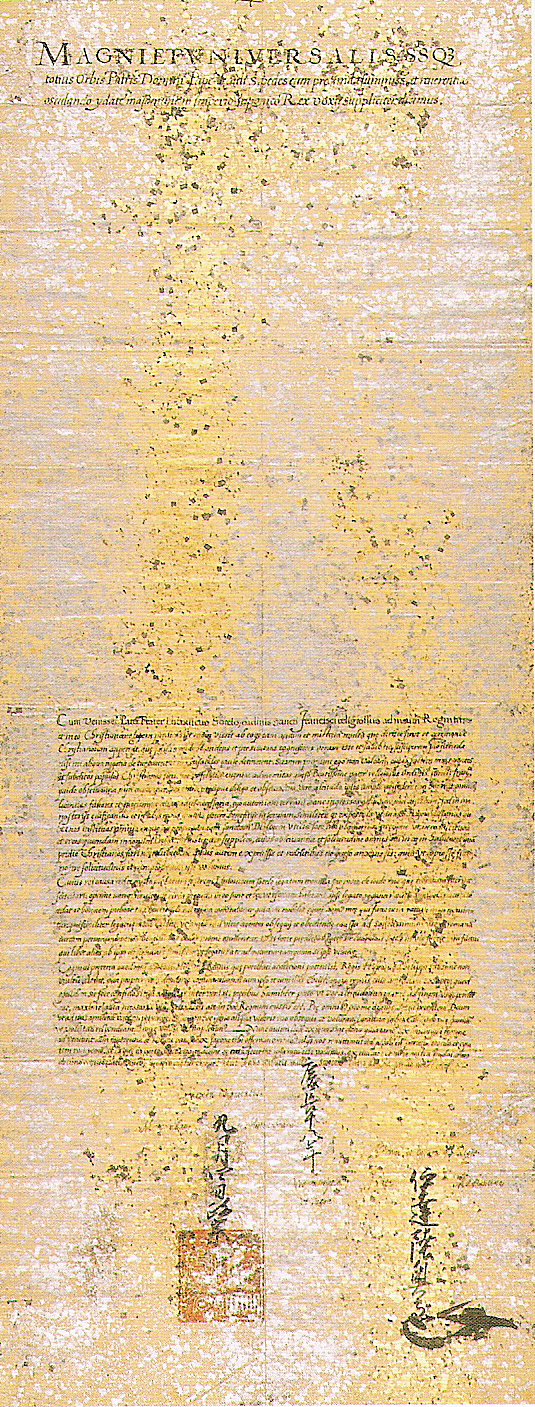
伊达政宗于1613年致教宗保羅五世的拉丁文书信

由於關原之戰所屬的德川軍取得了勝利，因此政宗的領地得以保留。家康按「百万のお墨付き」的约定原定安排政宗成為100萬石大名，且同意政宗自己夺回曾经失去的领地。政宗接到消息后，积极参与战役。但因被揭發煽動和賀忠親岩崎一揆，以及在對上杉景勝中未出全力，事實上是在觀望關原之戰誰能取勝，只從原來石高57萬增封為62萬的大名。后来政宗多次上书要求家康给予约定的奖赏，家康没有答应。
政宗成為仙台藩藩主，隨後立即築起仙台城及城下町，當時仙台城居于山上，为独特的战略高地。政宗在山下設城下町，仍有統一天下之心。
政宗參與了由德川對豐臣的大坂冬之陣及大坂夏之陣等著名戰鬥，在夏之陣的道明寺之戰擊敗後藤基次，但接著於譽田與真田信繁部隊激戰後，信繁因兵力不支撤退。
戰後論功行賞，將伊予國10萬石賜與政宗的庶長子伊達秀宗（宇和島藩）。另外，真田信繁的次男真田守信，以及長宗我部盛親姐姐阿古姬之子柴田朝意都仕於伊達家。
此外，在政治方面，於慶長十八年（1613年）派遣家臣支倉常長率领使节团到羅馬與教廷使節會面，历时7年。亦成功使仙台成為奥州地区的經濟中心。
德川幕府成立後，曾多次任將軍的上京供奉。寬永十三年五月二十四日（1636年6月27日），已隱居的政宗於江戶因食道癌病逝，享年70歲。家光为纪念他所敬重的政宗，宣布城内三日不可杀生、演奏乐曲。死前德川幕府三代將軍德川家光親自探望，幾日後離世。法名瑞巖寺殿貞山禪剎大居士，墓所在瑞鳳殿，家臣15人及陪臣5人殉死。

## 人物
- 其綽號「獨眼龍」，仿自唐朝名將李克用。
- 喜歡抽菸草（菸草當時被視為藥方），每天早上、黃昏和睡前會按時間常規抽一次菸。
- 酒量不好，但酷爱喝酒。平日的興趣是烹飪，著名的高野豆腐（日语：高野豆腐）、纳豆、毛豆麻糬等美食都由他创造。特別在德川幕府天下大定以後，政宗更加寄情於美食。
- 擅长绘画，唯一现存的确认为政宗的亲笔绘画为《梅二雀》（梅の木とスズメ）。
- 23歲的時候曾經因為被摔下馬而導致骨折，於是前往小野川溫泉（日语：小野川溫泉）進行了溫泉治療。
- 喜歡穿著華麗的服裝突顯自己，入京都时政宗和他的部队全员穿着豪华绚烂的服装，受到了当地人们的热烈欢迎，故後人以「伊達者」來形容好看、帥氣和浮誇的人和事物。
- 政宗與母親義姬雙方有親情流露的書信往來。如義姬给政宗的赠诗，以及政宗对此的回赠礼物。再如政宗统一奥州期间，義姬多次亲自当面进入战场，对包围政宗的最上军劝说撤军以此保护政宗。
- 其庶子秀宗被分封到宇和島藩，脫離了仙台藩系統。
- 对带有背叛意图的部下毫不留情。對於理念不合而離家的重臣伊達成實下達奉公構（僅次於切腹的嚴厲處分），甚至派屋代景賴攻打伊達成實居城且殺了成實全家老小與所有家臣；鬼庭綱元私自接受秀吉獎賞後也非常憤怒揚言殺了綱元，綱元因此出奔。後來家臣們看不下去，極力勸諫政宗放下身段请求他們回來。
- 因得到德川家康的信任，被委託處理大小事務，被称之为「天下副將軍」。
- 有一日，3代幕府将军家光同時召見政宗和佐竹義宣，提問他們參與過的摺上原之戰的戰事實況，勝方政宗對此話題表現雀躍，滔滔不絕。相反，敗方的義宣全程無言以對，只能激動得咬緊牙關。
- 愛刀為黑坊切景秀（日语：黒ん坊切景秀）、亘理來國光、鎺國行（日语：鎺国行）。
- 1974年從政宗墳墓中發掘出其遺體作研究，身高估計為1米59[2]，血型為B型。病理學上，政宗的左腓骨留有疑似天正17年（1589年）23歲時墜馬時的骨折痕跡，口腔因牙周病之故僅剩下上下犬齒。由於遺骨的保存相當完整，政宗的容貌大體可以完整重建。
- 江戶時代晚期的漢學家賴山陽在天保元年（1830年）為政宗創作漢詩，在賴山陽死後，於天保12年（1841年）的『山陽遺稿』發表：

横槊英風獨此公　肉生髀裏斂軍鋒
中原若未收雲雨　河北渾歸獨眼龍
- 政宗曾閱讀《莊子》〈逍遙遊〉後有感而賦詩〈偶成〉（たまたまできた詩）:

邪法迷邦唱不終　欲征蠻國未成功
圖南鵬翼何時奮　久待扶搖萬里風
（邪法邦を迷はして唱となへて終をはらず、蠻國ばんこくを征せんと欲ほっすれども未いまだ功を成さず。圖南となんの鵬翼ほうよく何いづれの時にか奮ふるはん、久しく待つ扶搖ふえう萬里の風。）
- 亦有賦詩〈醉餘口號〉：

馬上少年過　世平白髮多
殘軀天所赦　不樂是如何
（馬上少年過すぎ、世よ平たひらかにして白髮多し。殘軀ざんくは天の赦ゆるす所、樂しまざるは是これ如何いかん。）
- 辭世之詩為：

昙りなき心の月を先だてて
浮世の暗を照してぞ行く
（不被乌云阻挡的心之月高挂天空，去照亮那浮世的黑暗吧。）

## 家族
- 父：伊達輝宗
- 母：最上義姬
- 弟：伊達政道（史料上未记载，很可能并不存在）
- 妹：千子姬（早夭）
- 妹：某姬（早夭）
- 弟：伊達秀雄

### 妻妾
- 正室：田村愛姬（田村清顯女）
- 側室：新造之方（六鄉伊賀守女）
- 側室：飯坂之局（飯坂宗康女，松森御前）
- 側室：塙氏（塙直之女，祥光院）
- 側室：阿山方（柴田宗義女）
- 側室：弘子姬（芝多長廣女）
- 側室：勝女姬（多田吉廣女）
- 側室：妙伴（村上正重女）
- 愛妾：於種之方（香之前）（高田治郎右衛門女）

### 子女
- 庶長子：伊達秀宗（1591年－1658年）母側室新造之方，宇和島藩初代藩主
- 長女：伊達五郎八姬（1594年－1661年）母正室田村愛，松平忠輝室，後離婚
- 嫡子(次子)：伊達忠宗（1599年－1658年）母正室田村愛，伊達家第十八代當主、仙台藩第二代藩主
- 三子：伊達宗清（1600年－1634年）母側室新造之方，飯坂宗康養子
- 四子：伊達宗泰（1601年－1638年）母側室塙氏，岩出山伊達家的家祖
- 五子：伊達宗綱（1603年－1618年）母正室田村愛，栗原郡岩崎城城主
- 六子：伊達宗信（1603年－1627年）母側室阿山方，栗原郡岩崎城城主
- 七子：伊達宗高（1607年－1626年）母側室阿山方，柴田郡村田城城主
- 次女：伊達牟宇姬（1608年－1683年）母側室阿山方，
- 八子：伊達竹松丸（1609年－1615年）母正室田村愛，早夭，若沒夭折，可能會繼承母親的田村宗家
- 九子：伊達宗實（1613年－1665年）母側室弘子，伊達成實的養子，亙理伊達家當主
- 三女：伊達岑姬（1616年－1635年）母側室於勝女，伊達安藝宗實室
- 十子：伊達宗勝（1621年－1679年）母側室於勝女，一關藩藩主
- 四女：伊達千菊姬（1626年－1655年）母側室妙伴，京極高國室

## 主要家臣團

### 伊達親族
- 伊達實元（三叔祖父、藤五郎、棲安齋、兵部大輔）祖父晴宗的三弟 。
- 伊達成實（堂叔父、族弟、實元子、藤五郎、安房守）祖父晴宗三弟之子，輩分雖為政宗叔父，年齡小於政宗一歲。
- 留守顯宗（政景養父、藤五郎、相模守）父親輝宗三弟之養父 留守氏第17代當主。
- 留守政景（三叔父、伊達雪齋、上野介、初名伊達政景）父親輝宗的三弟 留守氏第18代當主。
- 亙理元宗（十二叔祖父、元安齋、兵庫頭）祖父晴宗的十二弟 亙理氏第17代當主。
- 亙理重宗（元宗子、源五郎、美濃守）祖父晴宗十二弟之子 亙理氏第18代當主。
- 石川昭光（四叔父、次郎、大和守、初名伊達親宗）父親輝宗的四弟 。
- 國分盛重（五叔父、伊達彥九郎、初名伊達政重）父親輝宗的五弟。
- 岩城政隆（堂侄子、一族、長次郎）父親輝宗的大哥之孫子。

### 側近重臣
- 片倉景綱（小十郎、備中守、政宗第一重臣）
- 鬼庭綱元（後改姓「茂庭」、左衛門、石見守、後改名延元、法號：了庵）
- 原田宗時（左馬助、於朝鮮之役中病死在對馬島）
- 後藤信康（孫兵衛、肥前守、別稱「黃後藤」）
- 屋代景賴（源三郎、勘解由兵衛）
- 桑折宗長（日语：桑折宗長）（治部少輔、播磨守、點了齋）
- 山岡重長（日语：山岡重長）（小成田總右衛門、志摩守）
- 富塚宗綱（日语：富塚宗綱）（又一郎、近江守）
- 遠藤基信（六郎、文七郎、內匠、山城守）
- 濱田景隆（日语：浜田景隆）（伊豆守、大膳亮）
- 山家國賴（河內守）
- 大內定綱（太郎左衛門、勘解由左衛門、備前守、廉也齋）
- 鈴木元信（秀信、高信、重信、七右衛門、和泉守）
- 山口常成（日语：山口常成）（飛驒守）
- 支倉常長（與市、五郎又衛門、六右衛門，吉利支丹）
- 泉田重光（助太郎、安藝守）
- 鮎貝宗重（日语：鮎貝盛次）（盛次、日傾齋）
- 片倉重長（原名重綱，景綱長子、小十郎，別號「鬼小十郎」）
- 石母田景頼（日语：石母田景頼）（清三郎、左衛門）
- 豬苗代盛國（平太郎、盛親、彈正忠、越後守）
- 川村重吉（日语：川村重吉）（孫兵衛）
- 中島宗求（日语：中島宗求）（新六郎、左衛門、伊勢守）
- 後藤寿庵（日语：後藤寿庵）（岩淵又五郎，吉利支丹）

### 伊達三傑
- 片倉景綱（小十郎、備中守）
- 伊達成實（藤五郎、安房守）
- 茂庭綱元（原姓「鬼庭」、左衛門、石見守、後改名延元、法號了庵）

### 伊達二十四將
| - 亙理元宗（元安齋、兵庫頭） - 片倉景綱（小十郎、備中守） - 伊達成實（藤五郎、安房守） - 鬼庭良直（左月齋、周防守） - 留守政景（伊達雪齋、上野介） - 泉田重光（助太郎、安藝守） - 白石宗實（右衛門、若狹守） - 後藤信康（孫兵衛、肥前守） | - 原田宗時（左馬助） - 大條實賴（越前守、薩摩守） - 中村盛時（八郎右衛門） - 大町定賴（三河守） - 伊東重信（肥前守） - 黑木宗俊（宗元、胤近、肥前守、中務丞） - 石田與純（將監） - 遠藤宗信（文七郎） | - 石川實光（彌平、彌兵衛） - 齋藤永門（外記） - 津田景康（湯目豐前守） - 富塚宗總（小平治） - 小山田賴定（筑前守） - 小田邊勝成（大學） - 小梁川盛宗（泥蟠齋、中務少輔） - 石母田宗頼（大膳） |

## 居城
1. 米澤城（今山形縣米澤市） - 永祿10年（1567年）至天正13年（1585年）
2. 小濱城（今福島縣二本松市） - 天正13年（1585年）至天正14年（1586年）
3. 米澤城（今山形縣米澤市） - 天正14年（1586年）至天正17年（1589年）
4. 黒川城（今福島縣若松市） - 天正17年（1589年）至天正18年（1590年）
5. 米澤城（今山形縣米澤市）- 天正18年（1590年）至天正19年（1591年）
6. 岩出山城（今宮城縣大崎市） - 天正19年（1591年）至慶長5年（1601年）
7. 仙台城（今宮城縣仙台市） - 慶長5年（1601年）至寛永4年（1627年）
8. 若林城（今宮城縣仙台市） - 寛永4年（1627年）至寛永13年（1636年）

## 別名
- 伊達美作守
- 伊達左京大夫
- 羽柴伊達侍從
- 羽柴長井侍從
- 羽柴陸奧侍從
- 羽柴侍從
- 羽柴大崎侍從
- 大崎侍從
- 大崎少將
- 羽柴越前守
- 松平陸奧守
- 仙台宰相
- 仙台中納言

其他還有獨眼龍、仙台黃門等。

## 官階覆歷
- 1584年（天正12）10月，繼承家督。
- 1585年（天正13）8月，任從五位下美作守。
- 1586年（天正14），轉任左京大夫。
- 1591年（天正19）3月，轉任侍從，兼任越前守。關白豐臣秀吉賜予「羽柴」姓。
- 1597年（慶長2）晉昇從四位下、轉任右近衛權少將。
- 1608年（慶長13）1月，兼任陸奧守。幕府2代將軍德川秀忠賜予「松平」姓。
- 1615年（元和元）6月19日，晉昇正四位下，補任參議，後辭任。
- 1626年（寛永3）8月19日，晉昇及轉任從三位權中納言。
- 1918年（大正7）11月18日，追贈從二位。

## 登場作品
小說
- 馬上少年過（新潮社、司馬遼太郎著）
- 奥羽的兩人（講談社、松本清張著）
- 武家盛衰記 伊達陸奧守政宗（文藝春秋、南條範夫（日语：南條範夫）著）
- 臥龍之天（祥傳社、火坂雅志（日语：火坂雅志）著）
- 伊達政宗（講談社、山岡莊八著）
- 伊達政宗（朝日新聞社、海音寺潮五郎著）
- 伊達政宗（東方社、井口朝生（日语：井口朝生）著）
- 伊達政宗（青樹社、永岡慶之助（日语：永岡慶之助）著）
- 伊達政宗（講談社、鷲尾雨工（日语：鷲尾雨工）著）
- 伊達政宗（學研、江宮隆之（日语：江宮隆之）著）
- 獨眼龍政宗（文藝春秋、津本陽（日语：津本陽）著）
- 獨眼龍政宗（東京新聞、早乙女貢（日语：早乙女貢）著）
- 獨眼龍政宗（PHP研究所、三好京三（日语：三好京三）著）
- 獨眼龍 政宗（茜書房（日语：あかね書房）、松永義弘（日语：松永義弘）著）
- 獨眼龍伊達政宗（叢文社、西野辰吉（日语：西野辰吉）著）
- 獨眼龍伊達政宗（成美堂、水野泰治（日语：水野泰治）著）
- 霸王 獨眼龍政宗（學研、澤田黑藏（日语：沢田黒蔵）著）
- 圖南之豪雄 伊達政宗（增進堂（日语：増進堂・受験研究社）、菅原兵治著）
- 伊達政宗與其武將們（新人物往来社、飯田勝彥著）
- 龍之見夢（講談社、羽太雄平（日语：羽太雄平）著）
- 獨眼龍之淚（福武書店（日语：ベネッセコーポレーション）、赤木駿介（日语：赤木駿介）著）
- 政宗的女兒（新潮社、岩城希伊子著）
- 鬥戰政宗（本之森、星亮一（日语：星亮一）著）
- 伊達政宗的大長征（光榮、志茂田景樹（日语：志茂田景樹）著）
- 伊達政宗 撥弄秀吉・家康的男人（PHP研究所、長谷川勉（日语：長谷川つとむ）著）
- 政宗的天下（光文社、中津文彦（日语：中津文彦）著）

影視劇
- 獨眼龍政宗（1942年、大映、演：片岡千惠藏（日语：片岡千恵蔵））
- 獨眼龍政宗（1959年、東映、演：中村錦之助（日语：萬屋錦之介））
- 風雲真田城（日语：風雲真田城）（1964年、ABC、近衛十四郎（日语：近衛十四郎））
- 太閤記（日语：太閤記 (NHK大河ドラマ)）（1965年、NHK大河劇、演：井上昭文）
- 大坂城之女（日语：大坂城の女）（1970年、KTV、演：大木實（日语：大木実））
- 最後的樅木（日语：樅ノ木は残った (NHK大河ドラマ)）（1970年、NHK大河劇、演：尾上松綠（日语：尾上松緑 (2代目)））
- 春之坂道（日语：春の坂道）（1971年、NHK大河劇、演：垂水悟郎）
- 德川三國志（日语：徳川三国志 (テレビドラマ)） （1975年、NET、演：西村晃）
- 柳生一族的陰謀（日语：柳生一族の陰謀#連続ドラマ）（1978年、KTV、演：加藤嘉）
- 德川的女子們（日语：徳川の女たち）（1980年、CX、演：森源太郎）
- 女太閤記（1981年、NHK大河劇、演：横光克彦）
- 寛永御前試合（1983年、ANB、演：伊吹吾郎）
- 德川家康（1983年、NHK大河劇、演：尾上辰之助（日语：尾上辰之助 (初代)））
- 獨眼龍政宗（1987年、NHK大河劇、演：渡邊謙）
- 野風之笛（1987年、NTV、演：中丸忠雄）
- 風雲江戶城 怒濤之將軍德川家光（日语：風雲江戸城 怒涛の将軍徳川家光）（1987年、TX、演：須賀不二男）
- 春日局（1989年、NHK大河劇、演：金田龍之介）
- 風雲!真田幸村（日语：風雲!真田幸村）（1989年、TX、演：久富惟晴）
- 將軍家光微訪（日语：将軍家光忍び旅）（1990年、ANB、演：近藤洋介（日语：近藤洋介 (俳優)））
- 柳生武藝帳（日语：柳生武芸帳#1990年-1992年）（1992年、NTV、演：田村高廣）
- 德川武藝帳：柳生三代的劍（日语：徳川武芸帳 柳生三代の剣）（1993年、TX、演：夏八木勳（日语：夏八木勲））
- 獨眼龍的野望 伊達政宗（1993年、ANB、演：高橋英樹）
- 荒木又右衛門 男子們的修羅（1994年、TX、演：平幹二朗）
- 愛與野望的獨眼龍 伊達政宗（1995年、TBS、演：柴田恭兵）
- 修羅之介斬魔劍（日语：修羅之介斬魔劍#実写映画）（1996年、東北新社、演：中村敦夫）
- 家康最恐懼的人 真田幸村（日语：家康が最も恐れた男 真田幸村）（1998年、TX、演：峰岸徹）
- 影武者德川家康（日语：影武者徳川家康#テレビドラマ (1998年・テレビ朝日版)）（1998年、ANB、演：磯部勉）
- 葵德川三代（2000年、NHK大河劇、演：須磨啟（日语：すまけい））
- 利家與松（2002年、NHK大河劇、演：遠藤雅）
- 武藏MUSASHI（2003年、NHK大河劇、演：西村和彥）
- 天下騷亂〜德川三代的陰謀（日语：天下騒乱〜徳川三代の陰謀）（2006年、TX、演：清水紘治）
- 天地人（2009年、NHK大河劇、演：松田龍平）
- 臥龍之天 伊達政宗：被喚為獨眼龍的男人（2013年、BS-TBS、演：椎名桔平）
- 真田丸（2016年、NHK大河劇、演：長谷川朝晴）
- 新・信長公記～同班同學是戰國武將～（2022年、NTV、演：三浦翔平）

動漫畫
- 伊達政宗（橫山光輝作）
- 戰國武将烈傳 伊達政宗（永井豪作）
- 獨眼龍改  (藤川佑華作)
- 姬武將政宗傳 （阿部川KINEKO（日语：阿部川 キネコ）作）
- 伊達人間 （宮永龍作）
- 戰國basara乱世乱舞(霜月灰吏作)
- 戰國basara Road of Dragon(大贺浅木作)
- 政宗樣與景綱君（日语：政宗さまと景綱くん）（重野直樹（日语：重野なおき）作）
- 新·信長公記～信長君與我～（甲斐谷忍作）

遊戲
- 戰國無雙系列/無雙OROCHI系列（光榮，檜山修之配音）
- 戰國BASARA系列（CAPCOM，中井和哉配音）
- 太閤立志傳系列（光榮）
- 信長之野望系列（光榮）
- 信長之野望Online 新星之章（光榮）
- 大航海時代Online 東方、日出之國（光榮）
- 天下人（世嘉）
- 信喵之野望(光榮)
- 貓咪大戰爭
- 神領天團
- 美男戰國（CYBIRD，加藤和樹配音）
- 仁王 (東北之龍)
- 神魔之塔 戰慄追求者 伊達正宗 討伐戰
- 戰刻夜想曲
- 信長的復仇
- 武神三國Online
- Crash Fever
- 政宗君的復仇（主要角色名稱來自伊達政宗及其妻妾、以及部下的名字）

模型
- BB戰士 NO.350 SD戰國傳 武神降臨篇 伊達政宗頑駄無

| 伊達政宗   |                                |                 |
| 統治者頭銜 |                                |                 |
| 新頭銜     | 仙台藩第1代藩主 1600年－1636年 | 繼任： 伊達忠宗 |

## 參看
- 伊達氏
- 義姬
- 仙台
- 伊達忠宗

## 外部連結
- 伊達政宗博物誌 （页面存档备份，存于）